# Акционерное общество
Акционе́рное о́бщество (АО) — хозяйственное общество (корпорация), уставный капитал которого разделён на определённое число акций (долей), дающих их держателям права на выкуп, получение дивидендов и определения экономической/хозяйственной политики общества, принятии решений о назначении директоров, несении бремени соответствующих рисков и т. д.
В разных типах акционерных обществ в разных странах права и обязанности различны. В России, к примеру, участники (публичного или непубличного) акционерного общества не отвечают по его обязательствам и несут риск убытков, связанных с деятельностью общества в пределах стоимости принадлежащих им акций (ограниченная ответственность).
Акции являются предметом обмена между держателями и другими лицами. Фондовые и финансовые рынки — это организации и места, где происходит торговля акциями и другими ценными бумагами. Подобные рынки позволяют переводить капиталы из одной сферы бизнеса в другую и упрощают оформление участия в хозяйственном обществе, что невозможно в других разновидностях хозяйственных обществ.
В Российской Федерации деятельность АО регулируется федеральным законом от 26.12.1995 № 208-ФЗ «Об акционерных обществах». Во многих развитых странах распространена акционерная собственность работников.

## История
Акционерные общества в тех или иных формах существуют уже множество веков и найти самое первое хозяйственное общество данного типа не так-то просто. Около 1250 года в Тулузе были проданы 96 акций Общества мукомолов Базакля (Société des Moulins du Bazacle) по цене, которая зависела от прибыльности мельниц, которыми владело общество. Вероятно, это была первая известная компания такого рода во всемирной истории или по меньшей мере истории Европы. Шведская компания Стора (Stora) уже в 1288 году документировала передачу акций на 1/8 имущества компании (говоря конкретнее, земельного участка на горе, где находились медные рудники).
Самой ранней акционерной компанией в Англии была Компaния купцов-авантюристов, официально признанная в 1553 году с 250 акционерами, а уже в 1555 году была учреждена Московская компания, которая имела монополию на торговлю между Москвой и Лондоном. Гораздо более известная, богатая и влиятельная английская (позднее британская) Ост-Индская компания получила королевскую хартию от Елизаветы I в 1600 году с намерением поддерживать английские торговые привилегии в Индии. Королевская хартия фактически дала недавно созданной Ост-Индской компании пятнадцатилетнюю монополию на всю торговлю в Ост-Индии. Компания превратилась из коммерческого предприятия в предприятие, которое управляло Индией и эксплуатировало её ресурсы, поскольку она обладала вспомогательными правительственными и военными функциями вплоть до своего распада.
Вскоре после этого, в 1602 году, Голландская Ост-Индская компания впервые выпустила в оборот свои акции на Амстердамской фондовой бирже, учреждённой самой же компанией. Новый подход к обороту акций расширил возможности акционерных обществ по привлечению капитала от инвесторов, поскольку с тех пор они могли более легко распоряжаться своими акциями. В 1612 году Голландская Ост-Индская компания стала первой «корпорацией» в межконтинентальной торговле с «ограниченным» капиталом и ограниченной ответственностью.
Во втором десятилетии XVIII века развился впервые акционерный ажиотаж, притом одновременно во Франции, путём присоединения к Banque royale и так называемой «Компании Миссисипи», основанной Ло, и в Великобритании — учреждением Компании Южных морей, операции которой вызвали всеобщую спекулятивную горячку. Предметом биржевой игры в Великобритании были не только акции названных привилегированных компаний, но и паи и промессы многих других обществ, не имевших никаких корпоративных прав и пытавшихся освободить себя от солидарной ответственности тем, что выпускали акции на предъявителя. Это злоупотребление вызвало так намазываемый «Bubble Act» от 11 июня 1720 года, которым запрещалось основание частных акционерных компаний. Закон этот сохранял свою силу до 1825 года.
Во Франции в XVIII столетии рядом с привилегированными компаниями учреждались и частные общества, в которых стремились установить ограниченную ответственность членов особыми статьями. Закон 1793 года потребовал правительственного заведования акционерными компаниями, и это требование после отмены в течение некоторого времени восстановлено было в Code de commerce и удержалось в нём до 1867 года.
В Германии до самого XVIII столетия не встречалось обществ, носивших явно акционерный характер, но существовали общества с переходным характером, как, например, «Gesellschaft des Zeynnhandels» в Мейсене и утверждённое императором в 1592 году «Иглаусское суконное общество», закрытое в 1620 году. Наиболее старинным германским акционерным обществом была, по-видимому, учреждённая в 1714 году в Вене «Восточная компания». В Пруссии были основаны при Фридрихе Великом несколько привилегированных обществ, в том числе «Торговое мореходное общество», большая часть акций которого была приобретена самим королём. Позднее это общество превратилось в правительственное учреждение. Акционерное дело было вообще весьма слабо развито в Германии еще в первой четверти XIX века.
Впоследствии возникновение железных дорог дало отрасль промышленности, для которой форма акционерных компаний представляла особые удобства. Развитие обрабатывающей промышленности и связанного с ней горного дела, распространение больших железнодорожных линий, усовершенствование банкового дела, вообще современное крупное капиталистическое производство придали акционерному делу в Европе и Америке постоянно возрастающее значение.

## Акционерные общества в России
Первая английская торговая компания в России — «Московская компания». Компания была основана в 1551 году и до 1698 года обладала монополией на торговлю с Россией.
В 1555 году «Mystery» была переименована в «Московскую компанию». Новая компания получила патент от королевы Марии Тюдор. Первым главой компании назначен был Себастьян Кабот.
Иван IV выдал льготную грамоту для английской компании. Грамота давала право свободной и беспошлинной торговли оптом и в розницу, построить дворы в Холмогорах и Вологде (дворы не облагались податями), подарил двор в Москве у церкви св. Максима, компания могла иметь собственный суд, при рассмотрении торговых дел суд совершал царский казначей. Таможенники, воеводы и наместники не имели права вмешиваться в торговые дела компании, компания могла нанимать русских приказчиков (не более одного в каждом дворе).
Первичный капитал компании, составлявший 6000 фунтов стерлингов, состоял из 240 паев. Эти паи, стоимостью 25 фунтов стерлингов каждый, были приобретены 201 человеком, из которых 199 были мужчинами и 2 женщинами.
Компания утратила свои монопольные привилегии в 1698 году в ходе преобразований Петра I.
Петр I создал Коммерц-коллегии и назначил президента Коммерц-коллегии указом 15 декабря 1717 года для регистрации юридических лиц по типу Голландской Ост-Индийской компании, начиная с указа 27 октября 1699 года.
Развитие акционерного общества начинается в 18 веке благодаря Елизавете Петровне приказом от 24 февраля 1757 года. В законе Российской Империи впервые упоминается слово «акция», а не пай как было ранее. Участники распределяли прибыль по пропорции своих акций. Ответственность участников по долгам компании устанавливалась в Кондиционном Уставе, по соглашению самих участников, что можно сравнить с уставной-субсидарсной ответственностью (производственные кооперативы РФ). Номинальный уставной капитал был 50 000 рублей распределенный на 100 акций (1 акция — 500 рублей), с возможной эмиссией дополнительных 100 акций по открытой (прямой) подписке от самой компании. Компании предоставлялась государственная привилегия на монопольную деятельность. Акционерами являлись купцы Василий Хастатов, Никита Шемякин и Алексей Ярославцев.
Слово «Акция» заимствовано из Франции (фр. action — действие, свидетельство на внесение суммы в общий капитал) в периоды французского влияния государственных деятелей при Елизавете Петровне, которые помогали переводить законодательные акты Франции по компаниям.
Позже в 1799 году от 08 июля 1799 года указом от Павла I учреждается «Российско-Американская компания». Складчатый капитал компании был стоимостью 724 000 рублей разделенный на 724 основных акции с возможной эмиссией 1000 дополнительных акций по открытой (прямой) подписке. Участники несли солидарную-равную и дополнительную ответственность за обязательства компании (§ 9 и ч. 2 § 11). Прибыль участников распределяется по внесенной доли в складчатый (уставной) капитал (ч. 2 § 11).
От 10 октября 1844 года приказом Николая I установлен новый акт: «Высочайше-утвержденный устав Русско-Американской Компании». Уставной капитал компании был в размере 7484 акции по 500 рублей ассигнациями по правилам эмиссии дополнительных акций от 08 июля 1799 года. Прибыль участников распределялась в соответствии их долям. Однако участники несли ограниченную ответственность по долгам компании, что считалось новшеством для Европы (Limited Liability Act 1855). Также «Российско-Американской компании» продлеваются привилегии монопольной деятельности на 20 лет с 1842 года.
Законодательство об акционерных компаниях в Российской империи было сформировано в 1836 году. Ранее оно находилось с общими законами о торговых компаниях, и для каждой компании составлялся отдельный устав, но общее законодательство о торговых компаниях появилось только 1 января 1807 года. Оно разделило компании на три вида — полное товарищество, товарищество на вере и «товарищество по участкам, или компания на акциях». Последнее, как выражалось в этом манифесте, учреждалось по видам государственного хозяйства не иначе, как с высочайшего разрешения, и, «по существу своему допуская участников из всех состояний, не прямо принадлежит к занятиям купечества». Положения 1807 года были заключены в X том при составлении Свода законов, но впоследствии, когда стало образовываться множество компаний на акциях, нашли необходимым узаконить общие основания, на которых могут учреждаться такие компании, что и было утверждено законом от 6 декабря 1836 года: «Высочайше утвержденный указ положение о компаниях на акциях».
Характерной особенностью Положения от 6 декабря 1836 года было то, что оно регулировало, прежде всего, порядок учреждения акционерных компаний и предоставления им привилегий. Нормы, посвященные управлению делами акционерных компаний, отчетности, использованию имущества, правам акционеров, то есть «внутренним делам» компаний составляли в Положении не более 15 % от всех норм.
Процедура учреждения акционерных компаний и утверждения уставов сводилась к следующему: соответствует ли он общим законам и правилам; в достаточной ли степени ограждаются им права и интересы всех тех, кто пожелает участвовать в компании; не нарушаются ли права третьего лица.
В период НЭП акционерные общества попали под серьёзные[какие?] изменения в законодательной сфере. В Гражданском кодексе РСФСР 1922 года положение об АО содержалось в 5 главе.

### Настоящее время
В современной России акционерное общество — наиболее распространённая организационно-правовая форма для организаций крупного и среднего бизнеса.
Основными видами акционерных обществ являются:
- публичные акционерные общества;
- непубличные акционерные общества;
- акционерные общества работников (народных предприятий) (51—5000 участников)[20].

До 1 сентября 2014 в ГК РФ применялась классификация на открытые и закрытые акционерные общества.
Основными характеристиками современных российских акционерных обществ являются:
- эмиссия ценных бумаг;
- конвертация облигаций в акции;
- разделение капитала на акции;
- ограниченная ответственность;
- неограниченное число участников у публичного общества;
- возможно государственное управление — «золотая акция»[22].

## Акционерные общества в Европе

### Франция
Правила действующего французского законодательства различают акционерные товарищества, обращающиеся и не обращающиеся к публичной подписке на выпускаемые ими акции. Во втором случае правовое регулирование акционерного товарищества носит несколько более простой характер.

### Германия, Австрия и Швейцария
Законодательной базой для немецких компаний с организационно-правовой формой AG в Федеративной Республике Германия и Республике Австрия является специальный закон Aktiengesetz (сокр. AktG; Закон об акционерных обществах), в Швейцарской Конфедерации — Obligationenrecht (OR; Обязательственный закон).

### Нидерланды и Бельгия
В Нидерландах и Бельгии, а также Суринаме и Нидерландских Антильских островах используется голландский термин Naamloze Vennootschap (с нидерл. — «Безымянное Партнёрство») для публичной корпорации с ограниченной ответственностью. Компанией владеют акционеры и акции компании не регистрируются на конкретного владельца, что делает возможным осуществлять их оборот на фондовых рынках.

### Великобритания
Большинство компаний регулируются Законом о компаниях (англ. Companies Act 2006) (или его аналогом в Северной Ирландии).
Наиболее распространённым видом компании является частная компания с ограниченной ответственностью («Limited» или «Ltd»). Частные компании с ограниченной ответственностью могут быть ограничены акциями или гарантией.
Аналогом российского публичного акционерного общества является открытая публичная компания с ограниченной ответственностью.
К другим корпоративным формам относятся частная компания с неограниченной ответственностью (англ. unlimited company).
Некоторые корпорации, как государственные, так и частные, формируются Королевской хартией или Актом парламента.
Особый тип корпорации — единоличная корпорация (англ. Corporation sole), которая является офисом, принадлежащим физическому лицу (действующему лицу), но имеющему постоянное юридическое лицо отдельно от этого лица.

### Норвегия
В Норвегии акционерное общество называется aksjeselskap (AS). Особой и гораздо менее распространённой формой акционерных обществ, предназначенной для компаний с большим количеством акционеров, являются публично торгуемые акционерные общества, называемые allmennaksjeselskap (ASA). Акционерное общество должно быть зарегистрировано, имеет независимый юридический статус и ограниченную ответственность и должно иметь определённый капитал при регистрации. Обыкновенные акционерные общества должны иметь минимальный капитал в размере 30 000 норвежских крон при регистрации, который был сокращён со 100 000 в 2012 году. Публично торгуемые акционерные общества должны иметь минимальный капитал в размере 1 млн норвежских крон.

### Румыния
В Румынии акционерное общество называется «societate pe acţiuni». В соответствии с Законом 31/1991 существуют два типа акционерных обществ: «societatea pe acțiuni» и «societate în comandită pe acțiuni».

### Испания
В Испании существует два типа компаний с ограниченной ответственностью: «SL», или исп. Sociedad de responsabilidad limitada (частная компания с ограниченной ответственностью), и «SA», или Анонимная компания (исп. Sociedad Anónima).

### Болгария
В Болгарии акционерное общество называется Акционерно дружество (АД).

### Чехия
В Чехии акционерное общество называется Akciová společnost.

### Словакия
В Словакии акционерное общество называется Akciová spoločnosť (as).

### Польша
В Польше аналогом акционерного общества является Spółka Akcyjna («S.A.» или «SA»).

## Акционерные общества в США
Предпринимательские корпорации появились в США лишь в начале XIX века. В настоящее время все предпринимательские корпорации в США создаются в регистрационном порядке в соответствии с законами штатов. На федеральном уровне имеется лишь Примерный закон о предпринимательских корпорациях), разработанный Ассоциацией американских юристов и не имеющий никакого официального значения. На него ориентировано законодательство ряда штатов. Штаты конкурируют между собой, стараясь создать наиболее выгодные и удобные нормы корпоративного законодательства, чтобы привлечь наибольшее число инвесторов.

## Акционерные общества в Канаде
В Канаде многие старые корпорации основаны на актах парламента, принятых до введения общего закона о корпорации. Самая старая корпорация в Канаде — Компания Гудзонова залива. Хотя её бизнес всегда базировался в Канаде, его Королевская хартия была выпущена в Англии королём Карлом II в 1670 году. Канадской хартией компания стала руководствоваться в 1970 году, когда она перевела свою корпоративную штаб-квартиру из Лондона в Канаду. Федеративно признанные корпорации регулируются Законом Канады о коммерческих организациях.

## Акционерные общества в Австралии
В Австралии корпорации регистрируются и регулируются Правительством Содружества через Австралийскую комиссию по ценным бумагам и инвестициям. Правовые основы деятельности корпораций в основном урегулированы Законом о коммерческих организациях.

## Первое банкротство в связи с резкой инфляцией акций компании на фондовом рынке
Компания Южных морей считается первой компанией, которая обанкротилась из-за резкого падения цен на фондовом рынке в 1720 году. Вследствие этого в Англии в 1720 году был издан акт «о пузырях», регулирующий компании-пустышки.